# Pinsà de Darwin becgròs
El pinsà de Darwin becgròs (Geospiza magnirostris) és una espècie d'ocell de la família dels tràupids (Thraupidae) que habita zones de matoll de la major part de les illes Galápagos.